# Franka Batelić
Franka Batelić også kendt som Franka (født 7. juni 1992) er en kroatisk sanger, sangskriver og stemmeskuespiller. 
Hun repræsenterede Kroatien ved Eurovision Song Contest 2018 med "Crazy". Hun kom på 17. plads i første semifinale, og derfor kvalificerede hun sig ikke til finalen.